# Louis Lebel
Louis Lebel (* 1831; † Oktober 1889) war ein französischer Organist, Komponist und Musikpädagoge.

## Leben und Wirken
Lebel studierte von 1841 bis 1849 am Institut National des Jeunes Aveugles (INJA) das er mit Auszeichnung in den Fächern Orgel, Violine und Klavier abschloss. Danach ging er ans Conservatoire de Paris, wo er Schüler von François Benoist und Fromental Halévy war.
Er wirkte als Professor für Orgel und Komposition und ab 1870 als Orchesterleiter am INJA. Seine bekanntesten Schüler waren Adolphe Marty, Albert Mahaut und Louis Vierne.
Ab 1853 war Lebel Organist an der Pariser Pfarrkirche Saint-Étienne-du-Mont. Er komponierte Orgel- und Orchesterwerke und mehrere Kantaten.